# صوفيا مايلز
صوفيا مايلز (بالإنجليزية: Sophia Myles)‏؛ ممثلة إنجليزية من مواليد 18 مارس 1980. من أشهر أفلامها تريستيان اند ايسلود مع جيمس فرانكو.

## وصلات خارجية
- صوفيا مايلز على موقع IMDb (الإنجليزية)
- صوفيا مايلز على موقع روتن توميتوز (الإنجليزية)
- صوفيا مايلز على موقع قاعدة بيانات الأفلام العربية
- صوفيا مايلز على موقع ألو سيني (الفرنسية)
- صوفيا مايلز على موقع ميوزك برينز (الإنجليزية)
- صوفيا مايلز على موقع تيرنر كلاسيك موفيز (الإنجليزية)
- صوفيا مايلز على موقع أول موفي (الإنجليزية)
- صوفيا مايلز على موقع قاعدة بيانات الأفلام السويدية (السويدية)
- صوفيا مايلز على موقع إن إن دي بي (الإنجليزية)
- صوفيا مايلز على موقع قاعدة بيانات الفيلم (الإنجليزية)